# Juncker-bizottság
A Juncker-bizottság az Európai Unió 2014. november 1-től 2019. november 30-ig hivatalban lévő Európai Bizottsága. Elnöke Jean-Claude Juncker volt.

## Tagjai
| Név                   | Kép | Feladatkör                                                                                        | EU-párt (hazai párt) | EU-párt (hazai párt)    | Tagállam           | Hivatal idő                               |
| --------------------- | --- | ------------------------------------------------------------------------------------------------- | -------------------- | ----------------------- | ------------------ | ----------------------------------------- |
| Jean-Claude Juncker   |     | Elnök                                                                                             |                      | EPP (CSV)               | Luxemburg          | 2014. november 1. - 2019. november 30.    |
| Frans Timmermans      |     | Minőségi jogalkotás, intézményközi kapcsolatok, jogállamiság és az Alapjogi Charta (első alelnök) |                      | PES (PvdA)              | Hollandia          | 2014. november 1. - 2019. november 30.    |
| Federica Mogherini    |     | Az Unió külügyi és biztonságpolitikai főképviselője (alelnök)                                     |                      | PES (PD)                | Olaszország        | 2014. november 1. - 2019. november 30.    |
| Maroš Šefčovič        |     | Energiaunió (alelnök)                                                                             |                      | PES (Smer-SD)           | Szlovákia          | 2014. november 1. - 2019. november 30.    |
| Valdis Dombrovskis    |     | Pénzügyi stabilitás, a pénzügyi szolgáltatások és a tőkepiaci unió (alelnök)                      |                      | EPP (V)                 | Lettország         | 2014. november 1. - 2019. november 30.    |
| Jyrki Katainen        |     | Munkahelyteremtés, növekedés, beruházások, versenyképesség                                        |                      | EPP (KOK)               | Finnország         | 2014. november 1. - 2019. november 30.    |
| Günther Oettinger     |     | Költségvetés és emberi erőforrások                                                                |                      | EPP (CDU)               | Németország        | 2014. november 1. - 2019. november 30.    |
| Johannes Hahn         |     | Európai szomszédságpolitika és csatlakozási tárgyalások                                           |                      | EPP (ÖVP)               | Ausztria           | 2014. november 1. - 2019. november 30.    |
| Cecilia Malmström     |     | Kereskedelempolitika                                                                              |                      | ALDE (L)                | Svédország         | 2014. november 1. - 2019. november 30.    |
| Neven Mimica          |     | Nemzetközi együttműködés és fejlesztés                                                            |                      | PES (SDP)               | Horvátország       | 2014. november 1. - 2019. november 30.    |
| Miguel Arias Cañete   |     | Éghajlat- és energiapolitika                                                                      |                      | EPP (PP)                | Spanyolország      | 2014. november 1. - 2019. november 30.    |
| Karmenu Vella         |     | Környezetpolitika, tengerügyek és halászati politika                                              |                      | PES (PL)                | Málta              | 2019. december 1. -                       |
| Vytenis Andriukaitis  |     | Egészségügy és élelmiszer-biztonság                                                               |                      | PES (PL)                | Litvánia           | 2014. november 1. - 2019. november 30.    |
| Dimitris Avramopoulos |     | Migrációs ügyek, uniós belügyek és uniós polgárság                                                |                      | EPP (ND)                | Görögország        | 2014. november 1. - 2019. november 30.    |
| Marianne Thyssen      |     | Foglalkoztatás, szociális ügyek, munkavállalói készségek és mobilitás                             |                      | EPP (CD&V)              | Belgium            | 2014. november 1. - 2019. november 30.    |
| Pierre Moscovici      |     | Gazdasági és pénzügyi ügyek, adó- és vámügy                                                       |                      | PES (PS)                | Franciaország      | 2014. november 1. - 2019. november 30.    |
| Christos Stylianides  |     | Humanitárius segítségnyújtás és válságkezelés                                                     |                      | EPP (DISY)              | Ciprus             | 2014. november 1. - 2019. november 30.    |
| Phil Hogan            |     | Mezőgazdaság és vidékfejlesztés                                                                   |                      | EPP (FG)                | Írország           | 2014. november 1. - 2019. november 30.    |
| Violeta Bulc          |     | Közlekedés                                                                                        |                      | ALDE (SMC)              | Szlovénia          | 2014. november 1. - 2019. november 30.    |
| Elżbieta Bieńkowska   |     | Belső piac, ipar-, vállalkozás- és kkv- politika                                                  |                      | EPP (PO)                | Lengyelország      | 2014. november 1. - 2019. november 30.    |
| Věra Jourová          |     | Jogérvényesülés, fogyasztópolitika és nemek közötti esélyegyenlőség                               |                      | ALDE (ANO)              | Csehország         | 2014. november 1. - 2019. november 30.    |
| Navracsics Tibor      |     | Oktatás, kultúra, ifjúságpolitika és sport                                                        |                      | EPP (Fidesz)            | Magyarország       | 2014. november 1. - 2019. november 30.    |
| Margrethe Vestager    |     | Versenypolitika                                                                                   |                      | ALDE (RV)               | Dánia              | 2014. november 1. - 2019. november 30.    |
| Carlos Moedas         |     | Kutatás, tudomány és innováció                                                                    |                      | EPP (PSD)               | Portugália         | 2014. november 1. - 2019. november 30.    |
| Jonathan Hill         |     | Pénzügyi stabilitás, pénzügyi szolgáltatások és tőkepiaci unió                                    |                      | AECR (Konzervatív párt) | Egyesült Királyság | 2014. november 1. - 2016. július 15.      |
| Julian King           |     | Biztonsági unió                                                                                   |                      | független               | Egyesült Királyság | 2016. szeptember 19. - 2019. november 30. |
| Kristalina Georgieva  |     | Költségvetés és emberi erőforrások                                                                |                      | EPP (GERB)              | Bulgária           | 2014. november 1. - 2016. december 31.    |
| Mariya Gabriel        |     | Digitális gazdaság és társadalom                                                                  |                      | EPP (GERB)              | Bulgária           | 2017. július 7. - 2019. november 30.      |
| Corina Creţu          |     | Regionális politika                                                                               |                      | PES (PSD)               | Románia            | 2014. november 1. - 2019. július 1.       |
| Andrus Ansip          |     | Digitális egységes piac                                                                           |                      | ALDE (ERP)              | Észtország         | 2014. november 1. - 2019. július 1.       |

## Forrás
- Az Európai Bizottság

| Előző bizottság: Második Barroso-bizottság | Európai Bizottság 2014–2019 | Következő bizottság: első Von der Leyen-bizottság |